# Naturschutzgebiet Teufelsmoor bei Horst
Koordinaten: 54° 3′ 11,6″ N, 12° 25′ 8,8″ O

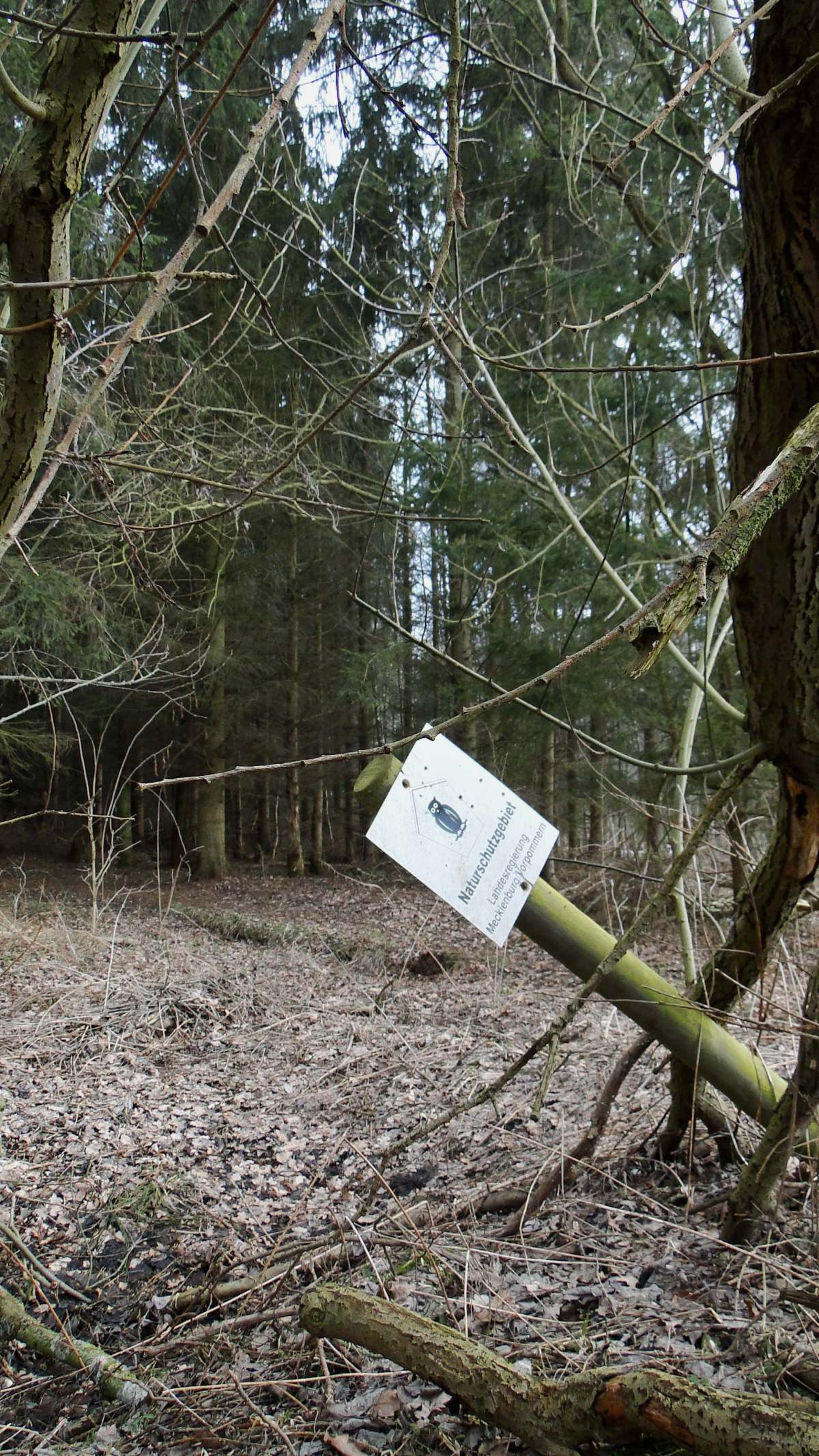
Südliche Gebietsgrenze

Das Naturschutzgebiet Teufelsmoor bei Horst ist ein Naturschutzgebiet in Mecklenburg-Vorpommern. Es liegt östlich der Bundesstraße 110 zwischen Sanitz und Tessin sowie nördlich der Ortschaft Horst. Als Naturschutzgebiet wurden die Flächen am 28. September 1990 mit einer Verkleinerung 1996 festgesetzt. Die aktuelle Größe beträgt 304 Hektar.
Mit dem Teufelsmoor soll ein umfassender Hochmoorkomplex geschützt werden, der auf der Wasserscheide zwischen Warnow und Recknitz liegt. In das Moor eingebettet sind der Große Teufelssee, der Kleine Teufelssee sowie ein ausgedehntes Torfstichgelände im Westteil.
Der Gebietszustand wird als befriedigend eingestuft. Die Flächen bieten jedoch trotz industrieller Austorfung sehr gute Voraussetzungen für die erneute Ansiedlung von torfbildenden Pflanzen und somit für eine Renaturierung als naturnaher Hochmoorkomplex. Der Rückbau des Entwässerungssystems im gesamten Moor ist dazu notwendig. Die zeitweise auftretenden hohen Wasservogelbestände führen zu Nährstoffeinträgen.
Dieses Moor ist derzeit nur im Rahmen einer geführten Wanderung nach Abstimmung mit den zuständigen Naturschutzbehörden zu betreten. Öffentliche Wege existieren nicht. Jährlich werden auch Wanderungen durch den Flächeneigentümer, die Stiftung Umwelt- und Naturschutz Mecklenburg-Vorpommern, angeboten.

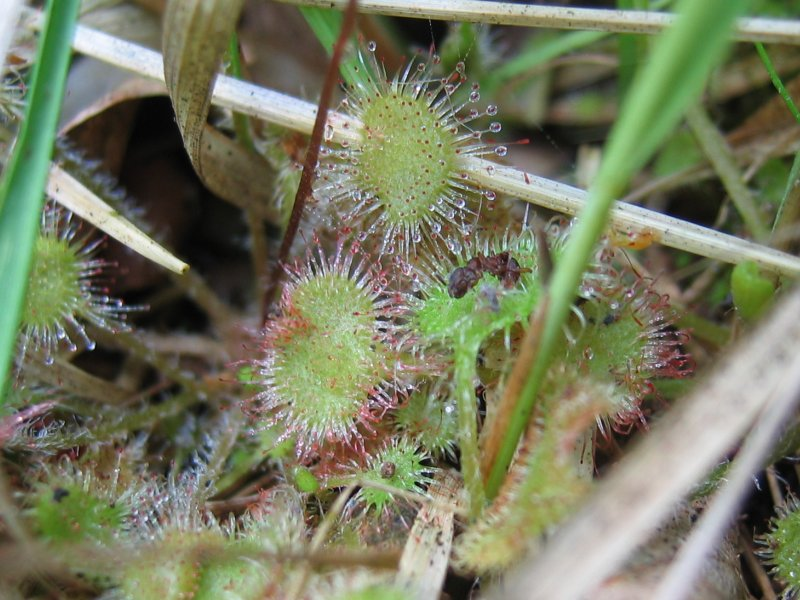
Rundblättriger Sonnentau im Teufelsmoor

## Geschichte und Wasserhaushalt
Das Gebiet entstand in einer abflusslosen Senke in der Grundmoräne der letzten Vereisung. Ein See bildete sich nach Abtauen des Eises, der in den folgenden Jahrtausenden verlandete. Ein Hochmoor begann sich zu entwickeln. Noch im Jahr 1786 zeigt die Wiebekingsche Karte das Moor als waldfreies Weideland. Im 19. Jh. begann der Torfabbau durch ortsansässige Bauern, der nach dem Zweiten Weltkrieg großflächig und in industriellem Stil bis 1990 fortgeführt wurde. Entwässerungsgräben wurden gezogen.

## Pflanzen- und Tierwelt
Durch die Wiedervernässung kann sich torfbildende Vegetation wieder ausbreiten. Torfmoose, Wollgras, Glockenheide, Keulenbärlapp und Rundblättriger Sonnentau kommen vor.
Es wurden 21 Libellenarten nachgewiesen, darunter Nordische Moosjungfer, Vierfleck, Glänzende Smaragdlibelle, Speer-Azurjungfer, Hufeisen-Azurjungfer, Fledermaus-Azurjungfer und Mond-Azurjungfer.
Das Teufelsmoor ist mit den beiden Seen und den wiedervernässten Flächen ein bedeutender Lebensraum für Vögel. Lachmöwen und Seeschwalben brüten in einer Kolonie. Bekassine, Trauerseeschwalbe, Flussseeschwalbe, Flussregenpfeifer, Kiebitz, Kranich, Krickente, Schellente und Rothalstaucher brüten weiterhin. Hervorhebenswert ist der Brutnachweis für den Stelzenläufer ab 1999. Rastvögel sind Löffelente, Rohrweihe, Steinwälzer, Großer Brachvogel, Uferschnepfe, Alpenstrandläufer, Kampfläufer und Rotschenkel kommen zur Rast in dieses Vogelparadies.
Kreuzotter und Ringelnatter leben im Gebiet.